# Uronema (algue verte)
Pour les articles homonymes, voir Uronema.
Genre
Uronema est un genre d'algues vertes de l'ordre des Chaetophorales et de la famille des Chaetophoraceae.

## Description

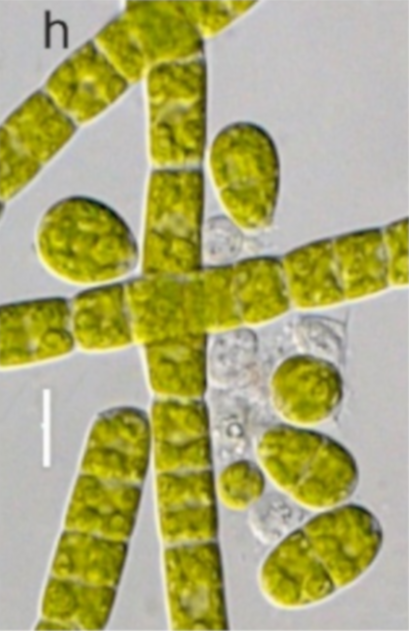
Uronema trentonense.

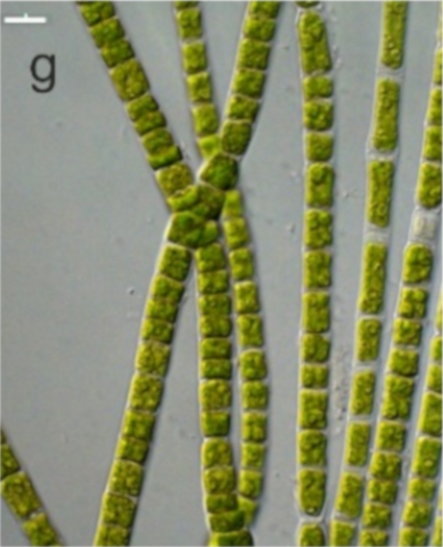
Uronema trentonense.

Ce sont des algues vertes en filaments unisériés, non ramifiés, à croissance limitée, attachées au substrat par un support gélatineux hyalin (« dermoïde ») apparemment sécrété par la cellule basale est légèrement effilée. La cellule apicale est plus ou moins acuminée. La paroi cellulaire est mince et non lamellaire. Les cellules sont cylindriques, allongées, étroitement adhérentes les unes aux autres, uninucléées. Le chloroplaste est unique et pariétal, laminé à en forme de ceinture, entourant souvent la totalité ou la quasi-totalité de la lumière cellulaire, contenant généralement plus d'un pyrénoïde, habituellement jusqu'à quatre. Le chloroplaste encerclant incomplètement la cellule, est lobé le long de la marge longitudinale.

## Reproduction
La reproduction asexuée se fait par des zoospores quadriflagellés apparaissant à raison de 1(-2) par cellule. Ces zoospores sont piriformes à ovales, contenant un chloroplaste pariétal en forme de coupe avec un stigmate distinct. En cas de zoosporogenèse arrêtée, des aplanospores apparaissent et germent principalement dans la cellule parentale. La méthode de reproduction sexuée est inconnue. La présence d'essaims biflagellés (gamètes ?) est incertaine.

## Habitat et répartition
Uronema est cosmopolite en eau douce, présent comme algue benthique dans des habitats mésotrophes et eutrophes tels que les eaux stagnantes et faiblement courantes (ouvertes), également dans les rizières et épiphyte sur des macro-algues (Oedogonium, Cladophora) et des plantes supérieures dans les mares.

## Systématique
Les études cytologiques indiquent des nombres de chromosomes de n=12-18. Un diagnostic générique d'Ulothrix modifié incluait Uronema. Ce diagnostic peut être rejeté sur la base de caractéristiques morphologiques telles que le crampon discoïde, la cellule apicale acuminée et la production d'une zoospore par cellule. L'ultrastructure de la division cellulaire (plaque cellulaire, phycoplaste, plasmodesmata) et l'organisation structurelle de l'appareil flagellaire dans les cellules reproductrices placent respectivement ces algues dans les lignées évolutives des Ulvophyceae et des Chlorophyceae.

## Liste des espèces
Selon l'AlgaeBase (4 avril 2022) :
- Uronema acuminatum G.M.Lokhorst
- Uronema africanum Borge
- Uronema barlowii Pringsheim
- Uronema belkae (Mattox & Bold) O'Kelly & Floyd
- Uronema belkae G.M.Lokhorst S
- Uronema brasiliense I.M.Franceschini & Couté
- Uronema confervicola Lagerheim (espèce type)
- Uronema curvatum Printz
- Uronema elongatum Hodgetts
- Uronema falcatum Skvortsov
- Uronema gigas Vischer
- Uronema indicum S.L.Ghose
- Uronema intermedium Bourrelly
- Uronema marinum Womersley
- Uronema minutum G.M.Lokhorst
- Uronema simplicissimum (Reinsch) Lagerheim
- Uronema subelongatum J.P.Keshri
- Uronema terrestre A.K.Mitra
- Uronema trentonense K.W.Lee
- Uronema tumidulum (Kützing) Wittrock

## Publication originale
- Nils Gustaf Lagerheim, « Note sur l'Uronema, nouveau genre des algues d'eau douce », Malpighia, vol. 1,‎ 1887, p. 517–523.